# Karel Theodoor in Beieren

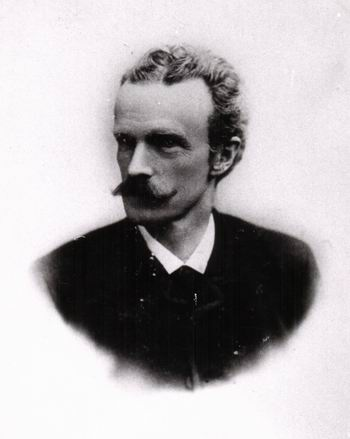
Karel Theodoor

Karel Theodoor Hertog in Beieren, bijgenaamd Gäckl (Nederlandse betekenis is haantje) (Possenhofen, 9 augustus 1839 - Kreuth, 30 november 1909) was de vader van de Belgische koningin Elisabeth.
Hij was de derde zoon van Maximiliaan Jozef in Beieren en Ludovika van Beieren, dochter van Maximiliaan I Jozef van Beieren. De Oostenrijkse keizerin Elisabeth (Sisi) was zijn oudere zuster. Hij werd, in opvolging van zijn vader, het hoofd van het hertogelijk huis, in plaats van zijn broer Lodewijk, die van zijn rechten afstand had moeten doen na zijn morganatisch huwelijk met Henriëtte Mendel. Hij was liberaal gezind en trok zich weinig aan van ceremonieel protocol.

## Oogheelkundige
Hij trad eerst toe tot de artillerie, maar wijdde zich al snel daarna aan een medicijnenstudie. Nadat hij deze had afgerond promoveerde de Universiteit München hem tot doctor honoris causa, in de geneeskunde. Door een decreet van de rijkskanselier werd hij bevoegd het beroep van arts uit te oefenen. In zijn privaat ziekenhuis te Munchen hield hij zich voornamelijk bezig met oogheelkunde. Tot aan zijn dood voerde hij persoonlijk meer dan 5000 staar ingrepen bij patienten uit in Munchen. De hertog bekostigde deze ingrepen met zijn eigen kapitaal.
Na zijn dood werd hij bijgezet in het familiegraf in de abdij van Tegernsee, Beieren.

## Huwelijk en kinderen
Op 11 februari 1865 trad hij in het huwelijk met zijn nicht Sophie van Saksen, dochter van Johan van Saksen en Amalia Augusta van Beieren, die echter reeds in 1867 stierf. Ze hadden daarvoor, in 1865 wel samen een dochter gekregen:
- Amelie (24 december 1865 - 26 mei 1912)

Op 29 april 1874 hertrouwde hij met Maria José van Bragança, dochter van Michael I van Portugal. Uit dit huwelijk werden vijf kinderen geboren, die een relatief vrije opvoeding genoten:
- Sophie Adelheid (22 oktober 1875 -  4 september 1957), gehuwd met  Hans Veit Graf zu Törring-Jettenbach
- Elisabeth (25 juli 1876 - 23 november 1965), gehuwd met koning Albert I van België
- Marie Gabriëlle (9 oktober 1878 - 24 oktober 1912), gehuwd met kroonprins Rupprecht van Beieren
- Lodewijk Willem (17 januari 1884 -  5 november 1968)
- Frans Jozef in Beieren (23 maart 1888 - 23 september 1912)

## onderscheidingen
- 1900: Grootlint in de Leopolsorde, België.[2]

De hertog ontving een eredoctoraat van de KUL, en was lid van de Koninklijke Academie van België.

## Voorouders
| Karel Theodoor in Beieren             | Karel Theodoor in Beieren                                                          | Karel Theodoor in Beieren                                                          | Karel Theodoor in Beieren                                                                  | Karel Theodoor in Beieren                                                                  | Karel Theodoor in Beieren                                                                                   | Karel Theodoor in Beieren                                                                                   | Karel Theodoor in Beieren                                                        | Karel Theodoor in Beieren                                                        |
| ------------------------------------- | ---------------------------------------------------------------------------------- | ---------------------------------------------------------------------------------- | ------------------------------------------------------------------------------------------ | ------------------------------------------------------------------------------------------ | --- | --- | -------------------------------------------------------------------------------- | -------------------------------------------------------------------------------- |
| Overgrootouders                       | Wilhelm in Beieren (1752–1837) ∞ Maria Anna von der Pfalz-Zweibrücken. (1753–1824) | Wilhelm in Beieren (1752–1837) ∞ Maria Anna von der Pfalz-Zweibrücken. (1753–1824) | Lodewijk Maria van Arenberg (1757–1795) ∞ Marie Adélaïde Julie de Mailly-Nesle (1766–1789) | Lodewijk Maria van Arenberg (1757–1795) ∞ Marie Adélaïde Julie de Mailly-Nesle (1766–1789) | Frederik Michael van Palts-Birkenfeld (1724–1767) ∞ Maria Franziska Dorothea von Pfalz-Sulzbach (1724–1794) | Frederik Michael van Palts-Birkenfeld (1724–1767) ∞ Maria Franziska Dorothea von Pfalz-Sulzbach (1724–1794) | Karel Lodewijk van Baden (1755–1801) ∞ Amalia van Hessen-Darmstadt (1754–1832)   | Karel Lodewijk van Baden (1755–1801) ∞ Amalia van Hessen-Darmstadt (1754–1832)   |
| Grootouders                           | Pius August in Beieren (1786-1837) ∞ Amalia Louise van Arenberg (1789–1823)        | Pius August in Beieren (1786-1837) ∞ Amalia Louise van Arenberg (1789–1823)        | Pius August in Beieren (1786-1837) ∞ Amalia Louise van Arenberg (1789–1823)                | Pius August in Beieren (1786-1837) ∞ Amalia Louise van Arenberg (1789–1823)                | Maximiliaan I Jozef van Beieren (1756-1825) ∞ Caroline van Baden (1776-1841)                                | Maximiliaan I Jozef van Beieren (1756-1825) ∞ Caroline van Baden (1776-1841)                                | Maximiliaan I Jozef van Beieren (1756-1825) ∞ Caroline van Baden (1776-1841)     | Maximiliaan I Jozef van Beieren (1756-1825) ∞ Caroline van Baden (1776-1841)     |
| Ouders                                | Maximiliaan Jozef in Beieren (1808–1888) ∞ 1828 Ludovika van Beieren (1808–1892)   | Maximiliaan Jozef in Beieren (1808–1888) ∞ 1828 Ludovika van Beieren (1808–1892)   | Maximiliaan Jozef in Beieren (1808–1888) ∞ 1828 Ludovika van Beieren (1808–1892)           | Maximiliaan Jozef in Beieren (1808–1888) ∞ 1828 Ludovika van Beieren (1808–1892)           | Maximiliaan Jozef in Beieren (1808–1888) ∞ 1828 Ludovika van Beieren (1808–1892)                            | Maximiliaan Jozef in Beieren (1808–1888) ∞ 1828 Ludovika van Beieren (1808–1892)                            | Maximiliaan Jozef in Beieren (1808–1888) ∞ 1828 Ludovika van Beieren (1808–1892) | Maximiliaan Jozef in Beieren (1808–1888) ∞ 1828 Ludovika van Beieren (1808–1892) |
| Karel Theodoor in Beieren (1839–1909) |                                                                                    |                                                                                    |                                                                                            |                                                                                            | | |                                                                                  |                                                                                  |